# Brđani Cesta
Brđani Cesta je naselje u Republici Hrvatskoj, u sastavu Općine Sunja, Sisačko-moslavačka županija. 

## Povijest
Brđani su bili jedno od mjesta koje je rano palo pod velikosrpsku okupaciju u Domovinskom ratu, no akcijom 2. gbr. Gromova Brđani i okolica oslobođeni su još kolovoza 1991. godine.

## Stanovništvo
Prema popisu stanovništva iz 2001. godine, naselje je imalo 249 stanovnika te 99 obiteljskih kućanstava.
| broj stanovnika | 241   | 320   | 343   | 485   | 500   | 600   | 595   | 682   | 548   | 326   | 370   | 359   | 339   | 303   | 249   | 135   | 94    |
|                 | 1857. | 1869. | 1880. | 1890. | 1900. | 1910. | 1921. | 1931. | 1948. | 1953. | 1961. | 1971. | 1981. | 1991. | 2001. | 2011. | 2021. |

## Šport
U naselju je postojao nogometni klub NK Crvena Zvijezda Brđani Cesta